# Французы в Санкт-Петербурге
Французы в Санкт-Петербурге — собирательное название французов временно или постоянно проживающих в Санкт-Петербурге. Хотя сегодня количество французов слишком малочисленно, чтобы называться диаспорой, французская община в Петербурге одной из старейших и оставила заметный культурный след в городе. 

## Численность
Население французской диаспоры за всю историю царской России формально составляло несколько тысяч человек, однако эти данные не отражали достоверное число лиц французского происхождения, а скорее обозначали мигрантов из Франции ввиду того, что французы как правило стремились ассимилироваться, обрусевали за несколько поколений или вступали в смешанные браки. 
Динамика численности французского населения в городе Санкт-Петербург
| 1897  | 1926 | 1939 | 1959 | 1970 | 1979 | 1989 | 2002 | 2010 |
| ----- | ---- | ---- | ---- | ---- | ---- | ---- | ---- | ---- |
| 3 317 | 85   | 181  | —    | 55   | 32   | 43   | 819  | 1475 |

## История

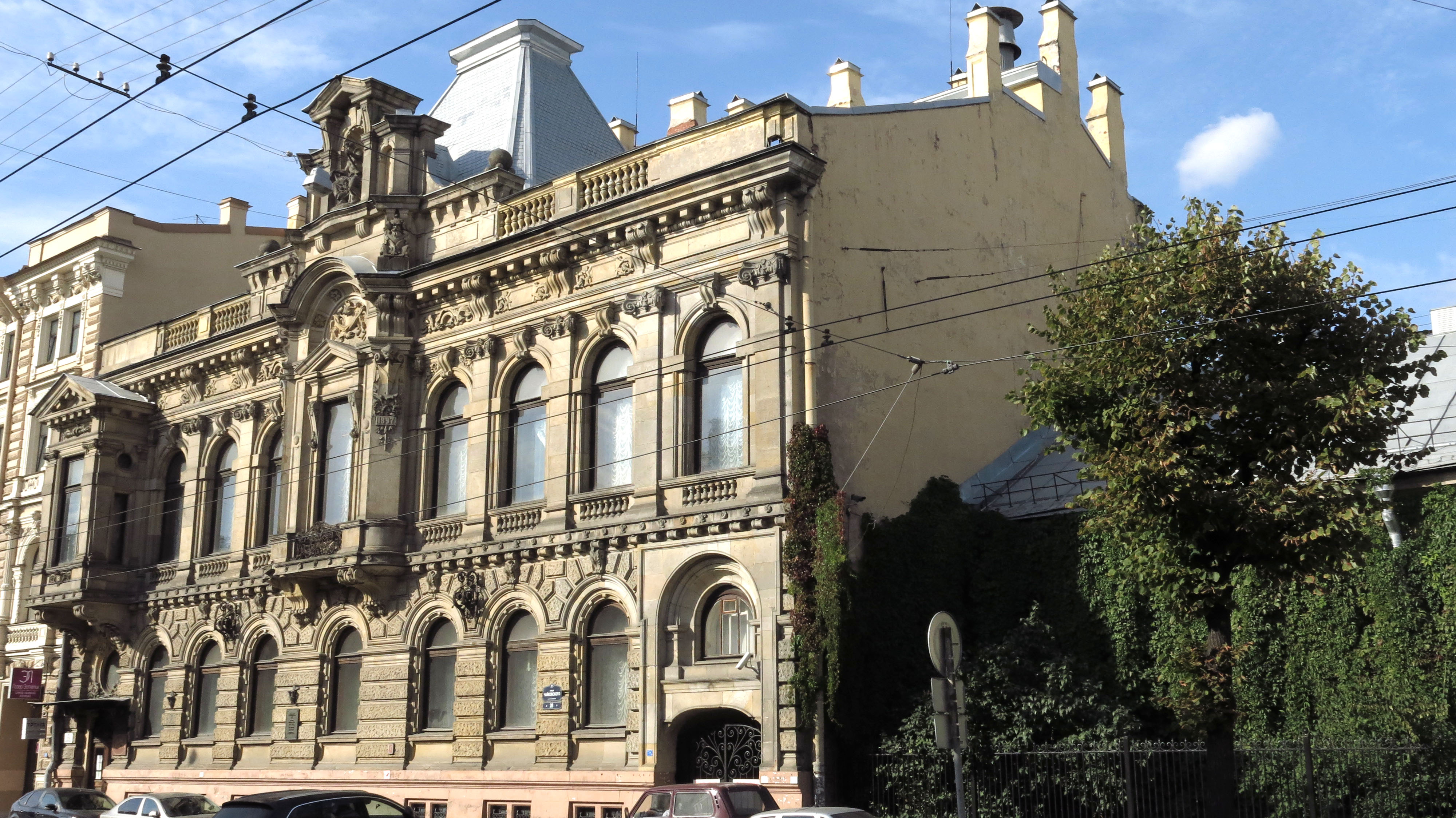
Французский университетский колледж

Первые французы стали появляться в Петербурге фактически сразу после его основания и диаспора быстро росла в численности. В основном это были скульпторы, ремесленники, архитекторы и другие люди, занимающиеся искусством, которые селились на Васильевском острове. Желание Петра I построить город в европейском стиле, привело к тому, что многие французские и итальянские зодчие, принимали активное участие в строительстве города на Неве и были востребованы. Например известный архитектор Жан-Батист Леблон 3 года оставался главным городским зодчим и разработал первый генеральный план города с центром на Васильевском острове. Многие памятники архитектуры; дворцы, театры, магазины в историческом центре были спроектированы французами.
Новая волна французской эмиграции пришлась на 1830 год после Французской революции, после которой почти полторы тысячи французов переехало жить в столицу России, увеличив диаспору до 4000 человек, или около 0,5% от всего городского населения. Вскоре они заняли ключевые позиции в воспитании дворянских детей, продаже дамских костюмов и ресторанном деле. Многие французские повора, готовившие богатым семьям в итоге начали открывать собственные едальни на улицах Петербурга. Однако после ухудшения отношений между Россией и Францией, многие французы были депортированы из России. В 1710-20е годы в городе, на Васильевском острове располагалось французская слобода, которая однако не просуществовала долго.
К концу XVIII века, французы селились в основном Казанской, Адмиралтейской, Спасской частях, где в основном занимались предпринимательской деятельностью, открывали частные магазины, рестораны и театры, В городе французы считались лучшими поварами,парикмахерами, модистами, а также учителями танцев, музыки и фехтования.
Французская культура и язык были востребованы среди русского дворянства. Так дворяне стремились общаться на французском языке, а русский считался языком простолюдинов. Одновременно сами французы перенимали культуру титульной нации и быстро обрусевали, перенимая русские обычаи, давая русские имена своим детям и водя их в русские школы. Это касалось и представителей французского дворянства, которые как правило вступали в смешанные браки.
После революции часть французов стали жертвами репрессий, другая часть стала беженцами. Ленинград в эпоху СССР лишился французской диаспоры, а её численность составляла несколько десятков человек. Однако после развала Союза, в город снова устремились французские предприниматели.

## Современность
Сегодня в городе проживает примерно 400 выходцев из Франции и работает в основном в сфере бизнеса и третичном секторе экономики. Многие из французов женились или вышли замуж за местных. Также в Петербурге проживают французские экспаты, участвующие в программах обмена у СПбГУ и СПбГЭУ, которые проживают в основном в общежитии рядом с университетом.
В Петербурге работает Институт Франции в Петербурге, одна из крупнейших иностранных культурных институций в городе. Сам дом, в котором располагается институт, был местом жительства руководителя французской труппы Михайловского театра. Основные мероприятия, связанные с Францией; это в основном художественные выставки, театральные гастроли, выступления французских музыкантов — проводится всегда при содействии данного Института.
Также в Петербурге располагается учебное заведение Французский университетский колледж СПбГУ, которое следует французской системе высшего образования. Ученики университета отправляются в стажировку в Европу.
Несмотря на то, что в Петербурге находится множество «французских ресторанов» в основном они предлагают общую европейскую кухню. По этой причине французы готовят в основном дома.